# Ibai Llanos

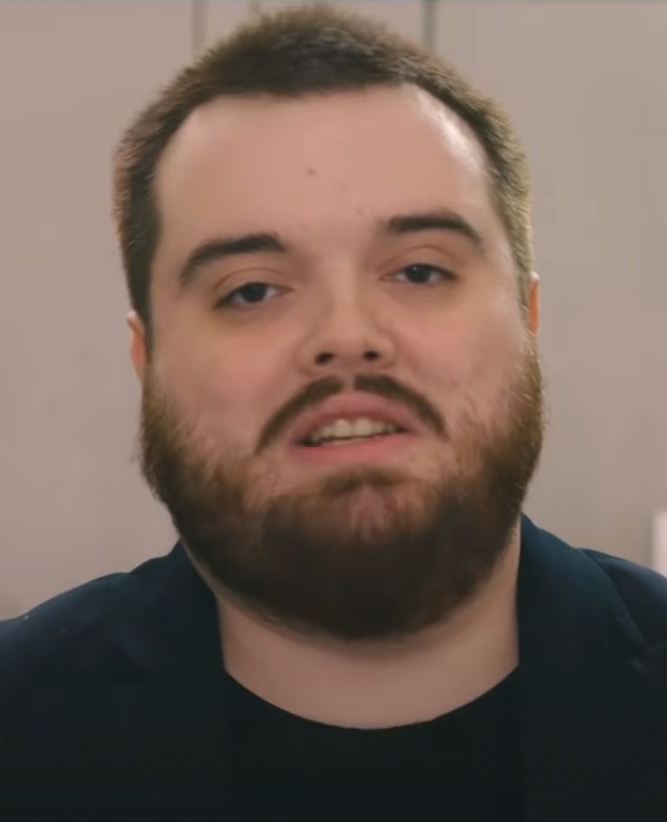
Ibai Llanos (2020)

Ibai Llanos Garatea (* 26. März 1995 in Bilbao) ist ein spanischer Streamer, YouTuber und Kommentator von E-Sport. Auf Twitch hat er über 10 Millionen Follower (Stand Mai 2022). Auf YouTube hat er über 8 Millionen Abonnenten und insgesamt 1,8 Milliarden Views auf seinem Hauptkanal (Stand Mai 2022).
Zusammen mit Gerard Piqué hat er das E-Sport-Team KOI mitbegründet. Außerdem war er 2020 Content Creator für G2 Esports.
Zwischen 2015 und 2018 gewann er 4 Trasgos de Oro (deutsch etwa „Goldene Kobolde“) als „Bester Caster“; zwei Esports Awards für „Streamer des Jahres“ in den Jahren 2020 und 2021 sowie 4 Esland-Auszeichnungen im Jahr 2022 als „Bester Streamer“, „Bestes Event“, „Fail des Jahres“ und „Lied des Jahres“. Damit gewann er die meisten Auszeichnungen in dieser Veranstaltung.
Er wurde 2021 von Forbes auf die Liste der „einflussreichsten Spanier in der Welt“ aufgenommen. Dieselbe Zeitschrift nannte ihn „den König des Internets“.

## Leben
Ibai Llanos Garatea wurde am 26. März 1995 in Bilbao geboren. In einem Interview sagte Llanos, dass die spanische Wirtschaftskrise 2008 seine Familie vor finanzielle Schwierigkeiten gestellt hatte und er deshalb Zuflucht in Videospielen und Esports gesucht habe.
Am 5. Februar 2020 wurde er von G2 Esports als Content Creator verpflichtet. Am 13. Januar 2021 gab er bekannt, dass er diese Organisation verlassen würde.
Am 5. Februar 2021 eröffnete er auf seinem Kanal einen Abschnitt mit dem Titel „Charlando Tranquilamente“ („Unbesorgt Plaudern“), in dem er sich dem Gespräch mit Prominenten aller Art widmet.
Am 26. September 2021 machte er zusammen mit dem spanischen Fußballspieler Gerard Piqué ein Weltballonturnier namens Balloon World Cup bekannt, das am 14. Oktober desselben Jahres stattfand.
Am 31. Dezember 2021 streamte er zusammen mit Ramón García auf Twitch die typischen spanischen Glockenschläge zum Jahresende am Platz Puerta del Sol in Madrid und erreichte dabei bis zu 800.000 Zuschauer.

## Inhaltstil und Rezeption
Als Kommentator nannte Ibai Andrés Montes, Manolo Lama und dessen Programm Carrusel Deportivo sowie Javier Sanabria als seine Einflüsse. Antoni Daimiel, ebenfalls Kommentator, beschrieb sein Auftreten so: „In einer Zeit, in der die Orthodoxie vorherrschte, suchte er (Ibai) nach einem provokanteren Profil.“
Nachdem er durch seinen leidenschaftlichen und lauten Stil bei den Kommentaren zu League of Legends viele Follower in den sozialen Medien gewonnen hatte, begann Ibai, humorvolle Kommentare zu vielfältigeren Inhalten über Twitter zu veröffentlichen, wobei mehrere seiner Beiträge viral gingen. Auf Twitch begann er, Übertragungen zu machen, in denen er Turniere von Murmeln, Schach, Tetris und anderen Videospielen kommentierte. Seine Natürlichkeit, Spontaneität, sein Charisma und die Vielfalt der gezeigten Inhalte verhalfen ihm dazu, eine der wichtigsten medialen Figuren der spanischsprachigen League-of-Legends-Community und später ganz Spaniens zu werden.
Im Jahr 2020, nach seinem Wechsel zu G2 und bedingt durch die COVID-19-Pandemie, wuchs die Zahl der Zuschauer von Ibais Übertragungen abrupt an, was ihn zum spanischen Twitch-Kanal mit den meisten Followern und zum zehntgrößten weltweit machte.
Die Rezeption und Kritik in den traditionellen Medien gegenüber seiner Rubrik "Charlando tranquilamente" – in der er verschiedene Persönlichkeiten aus Sport und Musik interviewt – war unterschiedlich: Während einige Journalisten ihn scharf kritisierten, lobten ihn andere dafür, den digitalen Plattformen einen neuen Einfluss zu verleihen. Dies verstärkte sich noch, als Ibai auf Twitch ein Interview mit Lionel Messi anlässlich seiner Vorstellung bei Paris Saint-Germain übertrug. Ein Dozent und Forscher der UBA, Glenn Postolski, analysierte dieses Ereignis: „Die Ansammlung von Daten, die den digitalen Plattformen zur Verfügung stehen, und das Management eines globalen Werbemarktes, an dem die sozialen Netzwerke beteiligt sind, zeugen von einem neuen globalisierten Kommunikationssubjekt. In diesem Sinne ziehen Figuren wie Ibai einen qualitativen Unterschied zum Sportjournalismus, da diese in der traditionellen Medienlandschaft verankert sind, die höchstens mit lokalen oder regionalen Märkten verbunden ist.“
Mehrere Medien haben Ibai als ein neues „kulturelles Phänomen“ der digitalen Ära bezeichnet, und die Zeitschrift Forbes ernannte ihn 2021 zum „König des Internets“.